# Sfioasa (film din 1960)
Sfioasa (titlul original: în rusă Кроткая (Фантастический рассказ), transliterat: Krotkaia (fantasticeski rasskaz/poveste fantastică)) este un film dramatic sovietic, realizat în 1960 de regizorul Aleksandr Borisov, după povestirea omonimă a scriitorului Feodor Dostoievski, protagoniști fiind actorii Iia Savvina, Andrei Popov, Vera Kuznețova și Panteleimon Krîmov. 

## Rezumat
Petersburg prin 1869. Din cauza sărăciei, o fată fără zestre se căsătorește cu un cămătar. Mai târziu află despre trecutul soțului ei, fost ofițer în armată, despre circumstanțele în care a părăsit regimentul. Blândă din fire, încearcă să se răzvrătească împotriva vieții alături de soțul ei desconsiderat de societate. Dezamăgită se refugiază în tăcere și se gândește chiar și la uciderea lui, dar nu durează mult timp până ce femeia se sinucide, aruncându-se pe fereastra locuinței aflată la etajul cinci. Acum, soțul dorește să afle motivele care au împins-o să ia o astfel de hotărâre extremă.

## Distribuție
- Iia Savvina – Sfioasa
- Andrei Popov – cămătarul, fost căpitan de stat major
- Vera Kuznețova – Lukeria
- Panteleimon Krîmov – Efimovici
- Zinaida Dorogova – amanetara de ceas
- Aleksandr Gustavson – un ofițer (nemenționat)
- Nikolai Kriukov – colonelul (nemenționat)
- Gheorghi Kurovski – un ofițer (nemenționat)
- Serghei Polejaev – un ofițer (nemenționat)
- Olga Semionova – mătușa Sfioasei
- Aleksandra Iojkina – cealaltă mătușă
- Adolf Șestakov – un ofițer (nemenționat)
- Pavel Suhanov – băcanul
- V. Lavrov – ofițerul de la teatru (nemenționat)

## Lansare
A fost lansat în anul 1960 și a avut parte de mare succes comercial, fiind vizionat de 15,0 milioane de spectatori în cinematografele din Uniunea Sovietică.